# Ferreira (Granada)
Ferreira ist eine Gemeinde in der Provinz Granada im Südosten Spaniens mit 303 Einwohnern (Stand: 2024). Die Gemeinde liegt in der Comarca Guadix. 

## Geografie
Die Gemeinde grenzt an Aldeire, Bayárcal, La Calahorra, Dólar, Huéneja, Nevada und Valle del Zalabí. 